# Мосхос Гиконоглу
Мосхос Хараламбус Гиконоглу (на гръцки: Μόσχος Χαραλάμπους Γικόνογλου) е гръцки политик от ПАСОК, депутат от Иматия.

## Биография
Роден е на 29 февруари 1932 година в Врисаки (Решани), Гърция. Завършва Висшето училище по машиностроене в Атина. Още 15-годишен става член на Асоциацията на металоработниците в Солун. Занимава се активно със синдикална дейност. Член е на Обединената демократична левица и президентът на Общогръцката младежка организация. В 1955 година напуска и сътрудничи с троцкистите на Михалис Раптис и „Приятели на Че Гевара“.
В 1964 година се запознава с Андреас Папандреу и започва да му сътрудничи. В 1974 година става член-учредител на ПАСОК. В 1975 – 1977 година е член на номовия съвет и шеф на младежката организация на ПАСОК в Иматия.
Избиран е за депутат от Пасок на изборите в 1977, 1981, 1985, юни 1989, ноември 1989, 1990, 1993, 1996, 2000 и 2004 година. Член е на постоянните комисии по отбраната, външните работи и гърците в чужбина. В правителството на Андреас Папандреу е заместник-министър на земеделието от 5 юли 1982 до 8 февруари 1984 година при министър Костас Симитис.